# Josef Schmalzhofer
Josef Schmalzhofer (né le 22 janvier 1835 à Altheim, mort le 11 août 1920 à Vienne) est un maître d'œuvre et architecte autrichien.

## Biographie
Josef Schmalzhofer est le fils d'un tailleur et apprend la maçonnerie. Il arrive à Vienne avant 1860, où il obtient le diplôme de maître d'œuvre. En collaboration avec les architectes de l'entourage de Friedrich von Schmidt, comme Richard Jordan, il s'occupe de l'élévation des nouvelles églises en raison de l'industrialisation et de l'augmentation de la population. De même, plusieurs églises sont construites selon ses plans.
La construction, avec Heinrich Schemfil, de l'église carmélite au château de Mayerling pour expier le suicide de l'archiduc Rodolphe d'Autriche lui vaut en 1889 le titre de maître d'œuvre impérial. La même année, il reçoit l'ordre de Saint-Grégoire-le-Grand. En 1901, il est aussi fait chevalier de l'ordre de François-Joseph.
Schmalzhofer est enterré au cimetière de Hernals (de).

## Œuvre

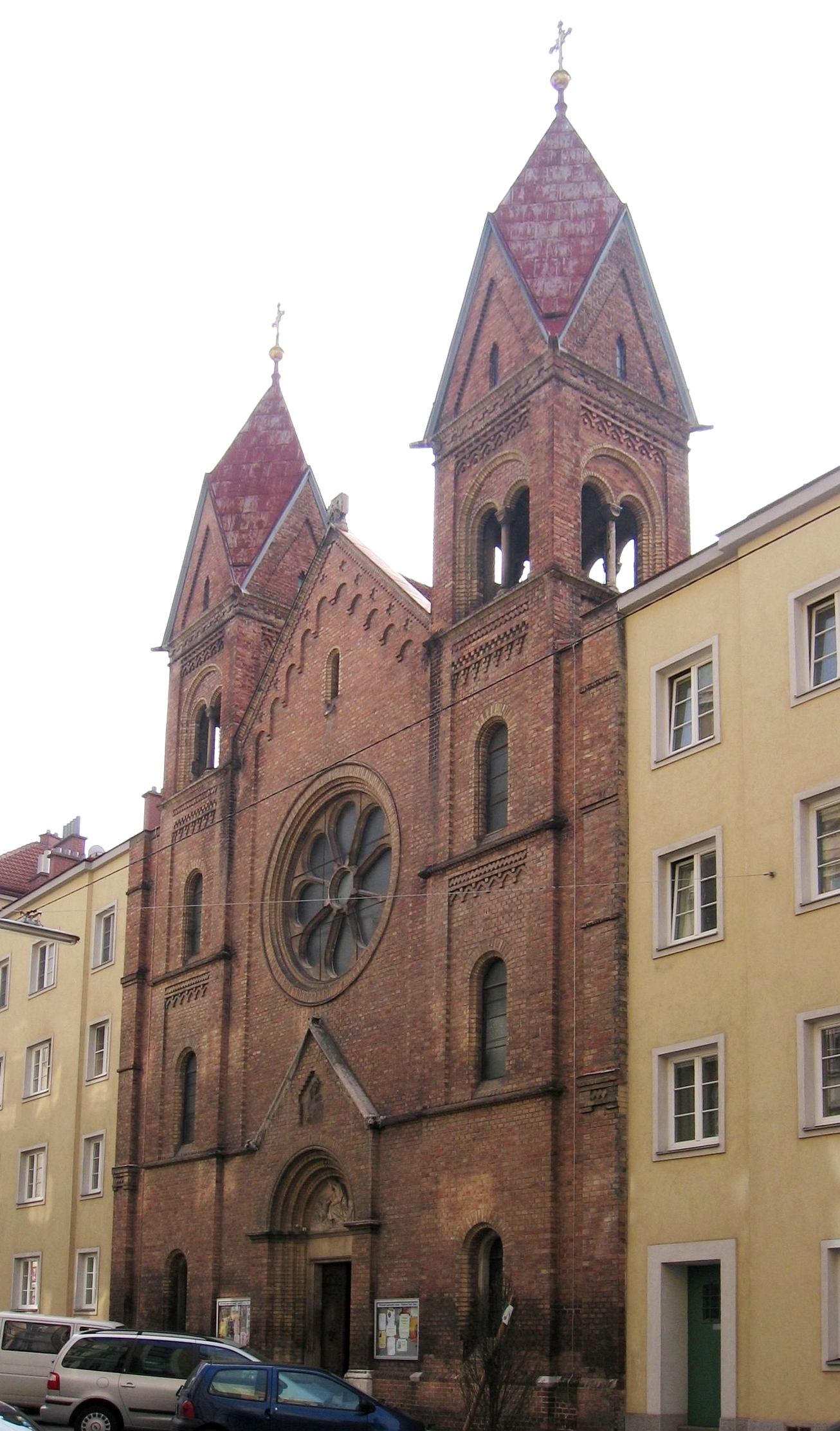
Façade de l'église du Sacré-Cœur-de-Jésus (Vienne-Margareten)

Durant les décennies qui précèdent la Première Guerre mondiale, Josef Schmalzhofer élève de nombreuses églises à Vienne et dans la Monarchie de Habsbourg dans le style de l'historicisme.
La part de la participation de Schmalzhofer n'est pas toujours claire, quelle que soit la conception de l'architecture.
- Église du Sacré-Cœur-de-Jésus (Vienne-Margareten)
- Église des clarisses (Vienne) (de)
- Couvent des Dominicaines de Vienne : chapelle néo-gothique
- Église de Marie Immaculée de Vienne (de)-Floridsdorf
- Couvent des Ursulines de Graz (de)
- Église lazariste de Währing
- Neuottakringer Kirche (de)
- Église de Gersthof (de)
- Église de la Mère de Dieu (Vienne)
- Église Saint-Antoine de Vienne (de)
- Séminaire de Melk (de)
- Église Saint-Joseph de Svitavy (de)

## Source, notes et références
- (de) Cet article est partiellement ou en totalité issu de l’article de Wikipédia en allemand intitulé « Josef Schmalzhofer » (voir la liste des auteurs).